# Trương Hiểu Nhã
Trương Hiểu Nhã (sinh ngày 4 tháng 10 năm 1992, tại Thành Đô, Tứ Xuyên, Trung Quốc) là một nữ vận động viên bóng chuyền Trung Quốc. Năm 2014, lần đầu tiên cô được gọi lên đội tuyển quốc gia. Cùng năm, cô cùng đồng đội lên ngôi vô địch tại Cúp bóng chuyền châu Á, tiếp đó lên ngôi vô địch tại Giải bóng chuyền nữ FIVB World Cup 2015.

## Giải thưởng

### Cá nhân
- Giải bóng chuyền nữ U23 vô địch thế giới 2013: Phụ công xuất sắc nhất.
- Montreux Volley Masters 2016: Phụ công xuất sắc nhất.

### Quốc gia
- Giải bóng chuyền nữ U20 vô địch thế giới 2011:  – đồng
- Giải bóng chuyền nữ U23 vô địch thế giới 2013:  – vàng
- Cúp bóng chuyền châu Á 2014:  – vàng
- Đại hội Thể thao châu Á 2014 – bóng chuyền:  – bạc
- Montreux Volley Masters 2016:  – vàng
- Cúp bóng chuyền châu Á 2016:  – vàng